# Сиволап Полікарп Пилипович
Полікарп Пилипович Сиволап (Голін) (23 лютого 1894, місто Кривий Ріг, тепер Дніпропетровської області — розстріляний 28 серпня 1938) — радянський діяч, голова виконавчого комітету Миколаївської окружної ради. Член ЦВК Української СРР.

## Життєпис
Член РСДРП з 1912 року. Робітник, вів підпільну революційну роботу.
Член РСДРП(б) з квітня 1917 року.
З липня 1917 року — член Криворізької ради робітничих, солдатських і селянських депутатів, член Криворізького комітету РСДРП(б). У 1917—1918 роках — член Криворізького революційного комітету, член виконавчого комітету Криворізької міської ради.
Один із організаторів червоногвардійських загонів. На ІІ-му Всеукраїнському з'їзді рад у березні 1918 року обраний членом ЦВК Рад України.
З липня 1918 року — на підпільній роботі, командувач партизанського загону в Новомосковському повіті Катеринославської губернії.
З квітня 1919 року — голова виконавчого комітету Криворізької повітової ради Катеринославської губернії.
У 1919—1920 роках — військовий комісар у частинах Червоної армії.
У 1920 році — голова Криворізького революційного комітету. З березня 1920 року — голова виконавчого комітету Криворізької повітової ради Катеринославської губернії.
З квітня 1920 року — завідувач відділу управління виконавчого комітету Катеринославської губернської ради.
У 1921 році перебував на радянській роботі на Уралі.
У 1921 році — голова Джанкойського революційного комітету Кримської АСРР; голова Ялтинського революційного комітету Кримської АСРР.
У 1921—1923 роках — уповноважений Народного комісаріату робітничо-селянської інспекції УСРР по Катеринославській губернії.
У 1923—1924 роках — керуючий Південно-Рудного тресту.
У 1924—1925 роках — голова Одеської губернської ради народного господарства.
25 квітня 1925 — 1927 року — голова виконавчого комітету Миколаївської окружної ради.
З 1927 року — 1-й заступник народного комісара фінансів Української СРР; на відповідальній роботі в Народному комісаріаті легкої промисловості СРСР та Народному комісаріаті зовнішньої торгівлі СРСР.
До липня 1938 року — керуючий Московської контори Головного управління скляної промисловості СРСР Наркомату легкої промисловості СРСР.
14 липня 1938 року заарештований органами НКВС. Засуджений до розстрілу. Посмертно реабілітований.